# トラパネコ族
トラパネコ族（トラパネコぞく、Tlapanec）は、メキシコに住む民族。

## 居住地
メキシコ、ゲレロ州内の互いに離れた5つの地域に住んでいるが、とくにメレロス付近に多い。村にまとまって暮らす傾向が強い。家は一室住居。

## 生活
主食はバナナ、コーヒー、トウガラシ、トウモロコシ、サトウキビ、豆類。
クサビ、斧、手斧など単純な道具しか使わないが、大工仕事に優れた能力を発揮する。
女たちは織物、土器を作る。
彼らにとって最大の気晴らしである祭りの時には、アルコールであるアグアルディエンテ、プルケを飲む。

## 宗教
二人の主神（男神、女神）のほか、数々の非人格的な神々を信じている。また迷信的で呪術を重用する。